# Yaya Sanogo
Yaya Sanogo (* 27. Januar 1993 in Massy) ist ein französischer Fußballspieler mit ivorischen Wurzeln. Der Stürmer stand zuletzt beim englischen Zweitligisten Huddersfield Town unter Vertrag.

## Karriere

### Verein
Nachdem Sanogo in fünf Jahren für fünf verschiedene französische Vereine gespielt hatte, kam er 2006 zur AJ Auxerre. Dort gab er am 5. Mai 2010 im Auswärtsspiel bei Olympique Lyon sein Profidebüt in der Ligue 1. 2013 wechselte er zum FC Arsenal in die englische Premier League. Seinen ersten Champions-League-Einsatz absolvierte er am 19. Februar 2014 im Achtelfinal-Hinspiel gegen den FC Bayern München.
Im Januar 2015 verlieh ihn der FC Arsenal bis Saisonende an Crystal Palace. Im Juli 2015 verpflichtete der niederländische Verein Ajax Amsterdam Sanogo ebenfalls leihweise für ein Jahr. Nach drei Ligaeinsätzen wurde er am 1. Februar 2016 bis zum Ende der Saison 2015/16 in die Football League Championship an Charlton Athletic weiterverliehen.
Nachdem er in der Saison 2016/17 nur noch bei Arsenals U-23 in der Premier League 2 zum Einsatz gekommen war, folgte im Sommer 2017 der Wechsel zum FC Toulouse zurück in die Ligue 1. Nachdem sein Vertrag bei Toulouse im Sommer 2020 ausgelaufen war, stattete am 24. Februar 2021 der englische Zweitligist Huddersfield Town Sanogo mit einem Halbjahresvertrag aus.

### Nationalmannschaft
Sanogo durchlief alle Jugendteams des französischen Fußballverbandes. 2013 wurde er mit der U-20 Weltmeister und war dabei mit vier Toren bester Torschütze seiner Mannschaft.

## Erfolge
- U-20-Weltmeister: 2013
- Englischer Pokalsieger: 2014
- Englischer Superpokalsieger: 2015